# Sophie Becker
Sophie Becker (Wexford, 16 de mayo de 1997) es una deportista irlandesa que compite en atletismo, especialista en las carreras de velocidad.
Ganó una medalla de plata en el Campeonato Europeo de Atletismo de 2024, en la prueba de 4 × 400 m. Participó en los Juegos Olímpicos de Tokio 2020, ocupando el octavo lugar en la misma prueba.

## Palmarés internacional
| Campeonato Europeo | Campeonato Europeo | Campeonato Europeo | Campeonato Europeo |
| Año                | Lugar              | Medalla            | Prueba             |
| ------------------ | ------------------ | ------------------ | ------------------ |
| 2024               | Roma (Italia)      | Medalla de plata   | 4 × 400 m          |